# Afzelia quanzensis
Afzelia quanzensis là một loài thực vật có hoa trong họ Đậu. Loài này được Welw. miêu tả khoa học đầu tiên.

## Đồng nghĩa
- Pahudia quanzensis (Welw.) Prain
- Intsia quanzensis (Welw.) Kuntze
- Afrafzelia quanzensis (Welw.) Pierre
- Afzelia attenuata Klotzsch (1861)
- Afzelia petersiana Klotzsch
- Pahudia attenuata (Klotzsch) Prain[2]